# C/2015 F2 (Polonia)
C/2015 F2 (Polonia) – kometa długookresowa odkryta 23 marca 2015 roku przez czterech miłośników astronomii z Polski: Marcina Gędka, Michała Kusiaka, Rafała Reszelewskiego i Michała Żołnowskiego na podstawie obserwacji w zdalnie kierowanym prywatnym obserwatorium astronomicznym na pustyni Atakama w Chile za pomocą 0,1 m teleskopu optycznego z podłączonym rejestratorem CCD.

## Orbita
Kometa obiega Słońce w ciągu ok. 238 lat, zbliżając się do niego w peryhelium na 1,2106 au, a oddalając w aphelium na ok. 75,5 au.